# Adolf Steger
Adolf Steger (* 15. November 1888 in Oberuzwil; † 6. April 1939 in Zollikon) war ein Schweizer Architekt und etwa von 1922 bis 1932 Partner im Architekturbüro Steger und Egender.

## Ausbildung und frühe Berufstätigkeit
Er studierte am Technikum Biel. Nach einem Praktikum 1908 bei den Gebrüdern Pfister arbeitete er 1909–1911 in München, wo er an der Technischen Hochschule München bei Theodor Fischer weiter studierte. Nach Anstellungen in Meran, Aachen und Montreal war er während des Ersten Weltkriegs in der Schweiz beschäftigt. 1918 bei den Nitrumwerken in Bodio angestellt, machte er sich anschliessend selbständig. Etwa 1922 ging er die Partnerschaft mit Karl Egender ein.

## Steger und Egender
Die beiden Architekten etablierten sich ab Mitte der 1920er Jahre mit grösseren Bauaufträgen, die oft aus Wettbewerben hervorgegangen waren. In erster Linie muss hier als Hauptwerk das Gewerbeschulhaus und Kunstgewerbemuseum in Zürich genannt werden, aber auch das Volkshaus Limmathaus, ebenfalls im Industriequartier ganz in der Nähe gelegen. Ab etwa 1932 führte er bis zu seinem Tod wieder ein eigenes Büro.

## Werk (Auswahl)
Bauten bis 1932 des Büros Steger und Egender
- 1927: Fachausstellung für das Schweizerische Gastwirtschaftsgewerbe, Zürich
- 1928–1931: Bauten im Zoologischen Garten, Zürich (abgebrochen)
- 1929: Doppelwohnhaus Müller/Bänninger, Wunderlistrasse, Zürich
- 1929–1930: Wohnblock Eglisee, WOBA, Basel
- 1930: Strandbad, Küsnacht
- 1930: Badehaus Sponagel, Feldmeilen
- 1930–1931: Limmathaus, Zürich
- 1930–1933: Gewerbeschule und Kunstgewerbemuseum, Zürich

nach 1932
- Wohnhaus Richter, Lenzburg, 1932
- Wohnhaus Felber, Zollikon, 1932–1933
- Sekundarschulhaus Grüze in Dübendorf, 1934–1935
- Kantonsspital, Wettbewerbsprojekt, Zürich, 1934 (mit Robert Schneider)
- Kongresshaus, Wettbewerbsprojekt, Zürich, 1936
- Casino Zürichhorn, Wettbewerbsprojekt, Zürich, 1937
- Zeughäuser, Affoltern am Albis, 1937–1938